# Moosbachtal (Naturschutzgebiet)
Das Naturschutzgebiet Moosbachtal liegt im Landkreis Südwestpfalz in Rheinland-Pfalz.

## Lage
Das etwa 111 ha große Gebiet, das im Jahr 1984 unter Naturschutz gestellt wurde, erstreckt sich westlich der Kernstadt Dahn. Das Gebiet wird vom Moosbach durchflossen. Östlich fließt die Wieslauter und verläuft die B 427.

## Schutzzweck
Schutzzweck ist die Erhaltung und Sicherung der naturnahen bis natürlichen Pflanzengemeinschaften in den Stauweihern, insbesondere der seltenen und gefährdeten Pflanzengemeinschaften wie den Schwimmblattfluren und den Verlandungszonen der Weiher, der Wasser- und Ufervegetation des Moosbaches und des Seibertsbaches, der verschieden ausgeprägten Nasswiesen, der Bruchwälder, der trockenen Sandflächen und -böschungen und schließlich der naturnahen Wälder sowie der mit diesen eine Lebensgemeinschaft bildenden, seltenen, gefährdeten Tierpopulationen des Gesamtgebietes. Schutzzweck ist weiterhin die Erhaltung und Stabilisierung einzelner Sukzessionsstadien und schließlich Förderung und Erhöhung der Diversität des Gesamtgebietes aus vor allem wissenschaftlichen Gründen und wegen ihrer Seltenheit und Gefährdung der Lebensgemeinschaften und Lebensstätten.

## Wanderwege
Durch das Naturschutzgebiet verläuft der Fernwanderweg Pirmasens–Belfort.